# Нью-Лондон (тауншип, Миннесота)
Нью-Лондон (англ. New London) — тауншип в округе Кандийохай, Миннесота, США. На 2000 год его население составило 3057 человек. А на 2017 год — 1396 человек.

## География
По данным Бюро переписи населения США площадь тауншипа составляет 89,9 км², из которых 64,2 км² занимает суша, а 25,7 км² — вода (28,60 %).

## Демография
По данным переписи населения 2000 года здесь находились 3057 человек, 1173 домохозяйства и 896 семей.  Плотность населения —  47,6 чел./км².  На территории тауншипа расположено 1440 построек со средней плотностью 22,4 построек на один квадратный километр. Расовый состав населения: 98,63 % белых, 0,10 % афроамериканцев, 0,16 % коренных американцев, 0,26 % азиатов, 0,03 % c Тихоокеанских островов, 0,46 % — других рас США и 0,36 % приходится на две или более других рас. Испанцы или латиноамериканцы любой расы составляли 0,79 % от популяции тауншипа.
Из 1173 домохозяйств в 35,1 % воспитывались дети до 18 лет, в 67,3 % проживали супружеские пары, в 5,4 % проживали незамужние женщины и в 23,6 % домохозяйств проживали несемейные люди. 19,3 % домохозяйств состояли из одного человека, при том 5,7 % из — одиноких пожилых людей старше 65 лет. Средний размер домохозяйства — 2,61, а семьи — 2,98 человека.
26,9 % населения — младше 18 лет, 6,5 % — в возрасте от 18 до 24 лет, 27,9 % — от 25 до 44, 27,8 % — от 45 до 64, и 10,8 % — старше 65 лет. Средний возраст — 39 лет. На каждые 100 женщин приходилось 104,8 мужчин.  На каждые 100 женщин старше 18 приходилось 104,5 мужчин.
Средний годовой доход домохозяйства составлял 51 394 доллара, а средний годовой доход семьи — 56 424 доллара. Средний доход мужчин — 36 705  долларов, в то время как у женщин — 22 036. Доход на душу населения составил 24 336 долларов. За чертой бедности находились 2,7 % семей и 4,8 % всего населения тауншипа, из которых 6,5 % младше 18 и 6,8 % старше 65 лет.